# Chris Axworthy
Pour les articles homonymes, voir Axworthy.
Christopher S. Axworthy, dit Chris Axeworthy, né le 10 mars 1947 à Plymouth et mort le 11 août 2023, est un professeur et un homme politique provincial et fédéral canadien de la Saskatchewan.
Au niveau fédéral, il représente les circonscriptions de Saskatoon—Clark's Crossing et Saskatoon—Rosetown à titre de député du Nouveau Parti démocratique de 1988 à sa démission en juin 1999.
Au niveau provincial, il représente la circonscriptions de Saskatoon Fairview à titre de député du Nouveau Parti démocratique de la Saskatchewan à partir d'une élection partielle en juin 1999 à sa démission en novembre 2003.

## Professeur de droit
Né à Plymouth au Royaume-Uni, Axworthy enseigne le droit à l'Université du Nouveau-Brunswick et à l'Université Dalhousie d'Halifax. Arrivé en Saskatchewan en 1984, il est directeur exécutif fondateur du Centre for the Study of Co-operatives et devient professeur de droit à l'Université de la Saskatchewan avant sa carrière politique. Il y retournera à la suite de sa carrière politique de 2003 à 2008. Durant le printemps 2008, il est nommé doyen de la faculté de droit Robson Hall (en) de l'Université du Manitoba,. Il devient également président de l'Institut de droit parlementaire et politique. En mai 2010, il est doyen fondateur de la nouvelle école de droit de l'Université Thompson-Rivers de Kamloops en Colombie-Britannique, dont l'ouverture était planifiée pour l'automne 2011. Il démissionne de cette charge en juillet 2013.

## Carrière politique
Après une carrière en politique fédérale, il démissionne en 1999 pour joindre le cabinet du premier ministre saskatchewanais Roy Romanow. Élu confortablement lors d'une élection partielle, il est réélu lors de l'élection générale tenue la même année. À la suite de la démission de Romanow, il se présente à la course à la chefferie et termine deuxième derrière Lorne Calvert,,.
Malgré son affiliation au NPD durant sa carrière publique, il annonce son intention de briguer l'investiture pour le Parti libéral du Canada dans Saskatoon—Wanuskewin. Candidat lors des élections fédérales de 2004 et en 2006, il est défait par le député conservateur sortant Maurice Vellacott lors de ces deux élections.